# 1588
1588 (MDLXXXVIII) fue un año bisiesto comenzado en viernes del calendario gregoriano y un año bisiesto comenzado en lunes del calendario juliano.

## Acontecimientos
- 3 de abril: en el paraje de las Siete Corrientes (actual provincia de Corrientes, Argentina) el español Juan de Torres de Vera y Aragón funda la villa de Vera (hoy Corrientes).
- 20 de noviembre: a 20 km al oeste de Firuzabad (en el centro-sur de Irán), se registra un terremoto.
- 23 de diciembre: En México, es fundado el Estado de Zacatecas.
- De España parte una expedición de la Gran Armada.
- En Caudete (España) se publica la Comedia poética, primera referencia documental de las Fiestas de Moros y Cristianos en esa villa.

## Ciencia y tecnología
- Giordano Bruno escribe Acrotismo cameracense.

## Nacimientos
- 29 de marzo: Margarita Aldobrandini, Duquesa de Parma.
- 4 de abril: Alessandro Varotari (el Padovanino), pintor italiano (f. 1649).
- 5 de abril: Thomas Hobbes, filósofo inglés (f. 1679).
- 2 de mayo: Étienne Pascal, matemático francés (f. 1651).

## Fallecimientos
- 5 de enero: Qi Jiguang, general chino (n. 1528).
- 9 de marzo: Pomponio Amalteo, pintor italiano (n. 1505).
- 9 de febrero: Álvaro de Bazán, militar español (n. 1526).
- 8 de agosto: Alonso Sánchez Coello, pintor español (n. 1531).
- 4 de septiembre: Robert Dudley, aristócrata inglés.
- 1 de noviembre: Jean Daurat, poeta francés.
- 1 de noviembre: Krisnadás Kavirash Goswami (92), religioso y escritor bengalí, autor del Chaitania-charitámrita (n. 1496).
- Diego Durán, religioso dominico e historiador español.
- Doménico María Ferrabosco, músico italiano (n. 1513).
- Mimar Sinan, arquitecto turco.
- Sperone Speroni, humanista, estudioso y dramaturgo italiano del Renacimiento (n. 1500).